# In Case of Emergency
Pour les articles homonymes, voir ECU et ICE.
ICE (ou ECU en français) est l'acronyme de in case of emergency (ou « en cas d’urgence ») est un programme qui vise à aider les premiers intervenants (comme les paramédicaux, les pompiers et les agents de police) à contacter les proches des victimes pour obtenir des informations médicales importantes.

## Fonctionnement
Le programme a été conçu au milieu des années 2000 et promu par Bob Brotchie, un ambulancier de Cambridge en Angleterre depuis mai 2005. Il encourage les gens à entrer dans leur carnet d'adresses de téléphone portable, un contact sous le nom « ICE ». Le but de cette démarche propose à tout possesseur d’un téléphone mobile de sauvegarder sous ce nom le numéro de téléphone de la personne qu'il voudrait prévenir en cas d'accident.
Fréquemment, lorsque les premiers intervenants, police ou personnel médical, arrivent sur les lieux d’un accident, la victime est inconsciente ou en état de choc. Elle est incapable de fournir des renseignements importants à l’agent qui pourrait lui sauver la vie ou aviser sa famille de son accident. 
Si une liste d’adresses téléphoniques comporte ICE ou ECU suivi du nom du parent le plus proche ou d'un contact avec ses coordonnées, celui-ci pourra fournir les renseignements aidant à prendre des décisions ou communiquer avec des proches. La popularité de ce programme s'est répandue dans toute l'Europe et a commencé à croître en Amérique du Nord,.
Cette fonction est intégrée directement dans certains smartphones (par exemple depuis juin 2014 sur le Sony Xperia Z1 avec la version 4.4 d'Android). Le contact ICE est aussi placé en tête du répertoire. Sur la fiche ICE, on peut renseigner des informations médicales et ajouter plusieurs contacts. La fonction ICE est même accessible si le code PIN n'a pas été rentré (ou même si le téléphone est verrouillé par un code). Dans ce cas, les informations associées à ICE sont seulement visibles (pour appeler, il faut un autre téléphone ou le code PIN).
L'idée selon laquelle la fonction ICE serait une « fausse bonne idée » (téléphone verrouillé, perte de temps à trouver la fiche ICE, non-autorisation éventuelle de fouiller dans un carnet d'adresses…) est désormais résolue[réf. nécessaire].  C'est aussi un moyen simple de retrouver le propriétaire d'un téléphone perdu ou oublié !
L'intégration dans les systèmes d'exploitation du contact ICE est une initiative rassurante en cas d'accident ou de perte de son téléphone. Certaines applications[réf. nécessaire] permettent d'accéder rapidement aux données médicales vitales ainsi qu'au numéro des personnes à contacter en cas d'urgence.